# Alone (песня The Cure)
«Alone» — песня британской рок-группы The Cure. Выпущенная 26 сентября 2024 года, она стала первой новой студийной записью группы за последние полтора десятилетия. Песню написал Роберт Смит, который спродюсировал её вместе с Paul Corkett. Песня «Alone» стала лид-синглом пластинки Songs of a Lost World (2024), первого студийного альбома группы с момента выхода 4:13 Dream (2008) шестнадцатью годами ранее.

## История
Об альбоме Songs of a Lost World в той или иной форме говорили с 2019 года, постоянно заверяя, что дата релиза туманна, но в итоге она была отодвинута почти на неопределённый срок и провисела в подвешенном состоянии около пяти лет. Название альбома было объявлено в начале 2022 года, а связанный с ним тур, во время которого впервые была исполнена песня «Alone», начался в том же году.
Продюсерами выступили Пол Коркетт и Роберт Смит.

## Отзывы
Алексис Петридис написал в The Guardian: «Общее послание „Alone“ к аудитории [певца Роберта Смита], похоже, таково: отбросьте надежду все те, кто считает, что лучшая песня Cure — это „The Love Cats“ или „Friday I’m in Love“. Но для тех, кто в конечном итоге предпочитает Cure, когда они погружены в страдания и отчаяние — как вы подозреваете, Смит так и поступает — „Alone“ это вполне себе закуска».
Имон де Паор из The Irish Times отметил: «Лид-сингл уже вызвал ажиотаж среди поклонников Cure, когда появилось ощущение, что группа вернулась к своим лучшим качествам после „4:13 Dream“, их „проходящего через эмоции“ провала 2008 года»… «Здесь Смит наиболее эпически интроспективен — именно тогда он наконец-то заводится, вздымаясь на гребень падающего риффа на 3 минуте 30 секунде. Это медленная, печальная и блестящая песня, а текст служит указателем на грядущие переживания, поскольку Смит заявляет: „Это конец каждой нашей песни. Огонь догорел до пепла, звезды потускнели от слез“.
Сэм Уокер-Смарт из Clash оценил песню „как один из лучших материалов с начала девяностых“. Хотя на „Bloodflowers“ не стоит спать, в этой „Songs Of A Lost World“ уже есть драйв, тоска, которые поднимают все на новый уровень. Это потрясающее возвращение, которое заставляет нас с еще большим нетерпением ждать всего альбома», — оценив песню в 9/10.

### Итоговые годовые списки
| Публикация      | Список                     | Ранг | Ссылка |
| --------------- | -------------------------- | ---- | ------ |
| Consequence     | 200 Best Songs of 2024     | 12   | [ 8 ]  |
| The Guardian    | The 20 Best Songs of 2024  | 11   | [ 9 ]  |
| The Independent | 20 Best Songs of 2024      | 6    | [ 10 ] |
| NME             | The 50 Best Songs of 2024  | 19   | [ 11 ] |
| Paste]          | The 100 Best Songs of 2024 | 47   | [ 12 ] |
| Pitchfork       | The 100 Best Songs of 2024 | 15   | [ 13 ] |
| Stereogum       | The 50 Best Songs of 2024  | 11   | [ 14 ] |

## Чарты
| Чарт (2024)                                     | Высшая позиция |
| ----------------------------------------------- | -------------- |
| Австралия, Australia Digital Tracks (ARIA)      | 31             |
| Новая Зеландия (RMNZ)                           | 22             |
| Великобритания, UK Singles Downloads (OCC)      | 26             |
| Великобритания, UK Singles Sales (OCC)          | 27             |
| США, Rock Digital Song Sales (Billboard)        | 15             |
| США, Alternative Digital Song Sales (Billboard) | 10             |